# Propimelodus eigenmanni
Propimelodus eigenmanni is een straalvinnige vissensoort uit de familie van de antennemeervallen (Pimelodidae). De wetenschappelijke naam van de soort is voor het eerst geldig gepubliceerd in 1946 door Van der Stigchel.